# ماريا جورج
ماريا جورج (بالإنجليزية: Maria George)‏ (3 مارس 1965 بنيوزيلندا - ) هي لاعبة كرة قدم نيوزلندية في مركز الدفاع. شاركت مع منتخب نيوزيلندا الوطني لكرة القدم للنساء.

## وصلات خارجية
- ماريا جورج على موقع الاتحاد الدولي (مؤرشف)  (الإنجليزية)